# Samtgemeinde Beverstedt

Lage der Samtgemeinde im Landkreis Cuxhaven

Die Samtgemeinde Beverstedt war eine Samtgemeinde im niedersächsischen Landkreis Cuxhaven. Sie wurde 2011 zur Einheitsgemeinde Beverstedt umgewandelt.

## Geografie

### Lage

Topografie und Gemeindegliederung der Samtgemeinde Beverstedt

Der nördliche und östliche Teil der Samtgemeinde liegt mit den Gemeinden Beverstedt, Frelsdorf, Appeln, Kirchwistedt und Stubben in der Wesermünder Geest, die im östlichen Teil der Gemeinde Kirchwistedt Höhen knapp über 30 m ü. NHN erreicht. Die südlich und westlich gelegenen Gemeinden Bokel, Hollen, Lunestedt und Heerstedt liegen im  Übergangsbereich der Geest, die hier nur noch Höhen bis 10 m ü. NHN erreicht, in die Niederungsregion der Weser und ihrem Nebenfluss Lune. Die Geest wird hier von zahlreichen kleineren Mooren durchzogen (Beverstedter Moorgeest). Der kleine Wiesenfluss Lune durchfließt die Samtgemeinde zentral in Ost-West-Richtung und zergliedert mit ihren Zuflüssen Wellener Bach, Billerbeck, Wandsbeck und Altwistedter Lune (links) sowie Beverstedter Bach und Dohrener Bach (rechts) die Geest durch Täler in getrennte „Geesthalbinseln“.

### Samtgemeindegliederung
Die ehemalige Samtgemeinde gliederte sich wie folgt (Stand: 31. Dezember 2010):
| Mitgliedsgemeinden | km²   | Einwohner |
| --- | ----- | --------- |
| 1. Flecken Beverstedt 00(einschließlich der Ortsteile Beverstedtermühlen, Deelbrügge, Heyerhöfen, 00Kramelheide, Osterndorf, Spintenkamp, Taben, Wachholz, Wehldorf, 00Wellen und Wollingst) | 51,40 | 41780     |
| 2. Appeln | 14,52 | 428       |
| 3. Bokel | 20,96 | 25110     |
| 4. Frelsdorf | 25,30 | 708       |
| 5. Heerstedt | 18,90 | 453       |
| 6. Hollen 00(einschließlich des Ortsteils Heise) | 15,60 | 846       |
| 7. Kirchwistedt 00(einschließlich der Ortsteile Ahe, Altwistedt, Horst und Stemmermühlen) | 25,07 | 468       |
| 8. Lunestedt 00(ehemals Freschluneberg und Westerbeverstedt) | 17,25 | 25650     |
| 9. Stubben | 08,62 | 15370     |

### Nachbargemeinden
| Einheitsgemeinde Loxstedt      | Einheitsgemeinde Schiffdorf                                  | Köhlen (Samtgemeinde Bederkesa)                                                                                  |
|                                | Kompassrose, die auf Nachbargemeinden zeigt                  | Hipstedt (Samtgemeinde Geestequelle–Landkreis Rotenburg) Basdahl (Samtgemeinde Geestequelle–Landkreis Rotenburg) |
| Bramstedt (Samtgemeinde Hagen) | Axstedt00Holste (Samtgemeinde Hambergen–Landkreis Osterholz) | Gnarrenburg (Landkreis Rotenburg)                                                                                |

## Geschichte

### Umwandlung zur Einheitsgemeinde
Die Samtgemeinde Beverstedt wurde zum 1. November 2011 zur Einheitsgemeinde Beverstedt umgewandelt.

### Einwohnerentwicklung
| Jahr      | 1973   | 1975     | 1980     | 1985     | 1990     | 1995     | 2000     | 2005     | 2010     |
| --------- | ------ | -------- | -------- | -------- | -------- | -------- | -------- | -------- | -------- |
| Einwohner | 11.335 | 11.777 ¹ | 12.087 ¹ | 12.259 ¹ | 12.406 ¹ | 13.365 ¹ | 14.225 ¹ | 14.182 ¹ | 13.694 ¹ |
| Quelle    | [ 4 ]  | [ 5 ]    | [ 5 ]    | [ 5 ]    | [ 5 ]    | [ 5 ]    | [ 5 ]    | [ 5 ]    | [ 1 ]    |

¹ jeweils zum 31. Dezember
|  |

Einwohnerentwicklung nach der 2011 vollzogenen Umwandlung zur Einheitsgemeinde Beverstedt
Siehe: Beverstedt – Einwohnerentwicklung

## Politik

### Samtgemeinderat
Der Rat der Samtgemeinde Beverstedt bestand aus 30 Ratsmitgliedern. Dies ist die festgelegte Anzahl für eine Samtgemeinde mit einer Einwohnerzahl zwischen 12.001 bis 15.000 Einwohnern. Die Ratsmitglieder wurden durch eine Kommunalwahl für jeweils fünf Jahre gewählt. Die Amtszeit begann am 1. November 2006 und endete mit der Samtgemeindeauflösung am 31. Oktober 2011.
Stimm- und sitzberechtigt im Samtgemeinderat war außerdem der hauptamtliche Samtgemeindebürgermeister.
Der Samtgemeinderat setzte sich nach der Kommunalwahl vom 10. September 2006 wie folgt zusammen:
| Partei     | Anzahl Sitze |
| ---------- | ------------ |
| CDU        | 130          |
| SPD        | 130          |
| Grüne      | 2            |
| Parteilose | 2            |
| FDP        | 1            |

### Samtgemeindebürgermeister
Der letzte hauptamtliche Samtgemeindebürgermeister war Ulf Voigts (parteilos). Seine Amtszeit in der Samtgemeinde war vom 17. November 2003 bis zur Samtgemeindeauflösung am 31. Oktober 2011.

### Wappen
Zur Samtgemeindegründung im Jahre 1971 wurde das Kommunalwappen des Fleckens Beverstedt umgestaltet. Der goldene Schild wurde rot, der silberne Wellenstreifen wurde etwas höher auf einen grünen Schildfuß gesetzt, der schwarze Biber wurde silber und von neun silbernen Eichenblättern umkreist.
| Wappen von Samtgemeinde Beverstedt | Blasonierung: „In Rot über grünem Schildfuß, überhöht von einem silbernen Wellenbalken, ein silberner hockender Biber, umgeben von neun silbernen kreisförmig angeordneten Eichenblättern.“                                                                        |
| Wappen von Samtgemeinde Beverstedt | Wappenbegründung: Das Wappen ist dem Siegel des Erbgerichts Beverstedt nachgebildet, das bis 1851 bestand. Der Biber weist auf den Samtgemeindenamen hin, die neun Eichenblätter auf den Zusammenschluss von neun Ortschaften und der Wellenstreifen auf die Lune. |

- Da das Wappentier wie ein „Wer-Biber“ erscheint, wurde nach einer Alternativlösung gesucht.[9]